# Fairy (marque)
Fairy est une marque commerciale internationale, principalement utilisée pour le liquide vaisselle et le détergent pour lave-vaisselle, appartenant à la multinationale américaine de produits de consommation Procter & Gamble (P&G).
La marque est créée au Royaume-Uni en 1898 par la société Thomas Hedley Co. de Newcastle upon Tyne qui produisait des pains de savon. Elle est rachetée par P&G en 1930. Dans les années 1950, elle normalise l'usage du liquide vaisselle au Royaume-Uni avec son produit Fairy Liquid. Elle est utilisée au XXIe siècle sur de nombreux marchés européens pour des produits haut de gamme de lavage de la vaisselle à la main et en machine, ainsi que pour une gamme de produits de lessive non bio et pour peaux sensibles au Royaume-Uni et en Irlande. Elle est étroitement liée à la gamme de produits pour lave-vaisselle Dawn vendue aux États-Unis et aux marques Dreft, Yes et JAR utilisées par P&G sur divers marchés européens et internationaux.
Au Royaume-Uni et en Irlande, Fairy Liquid est traditionnellement vert, comme le mentionne le célèbre jingle publicitaire "Now hands that do dishes can feel as soft as your face with mild green Fairy Liquid" [« Désormais, les mains qui font la vaisselle peuvent être aussi douces que votre visage grâce au doux liquide de fée vert. »]. Il est cependant disponible dans toutes sortes de couleurs, de parfums, de formats et d'emballages qui varient selon les marchés. La bouteille blanche originale avec bouchon rouge utilisée au Royaume-Uni et en Irlande a été remplacée par des bouteilles en PET.

## 50eanniversaire

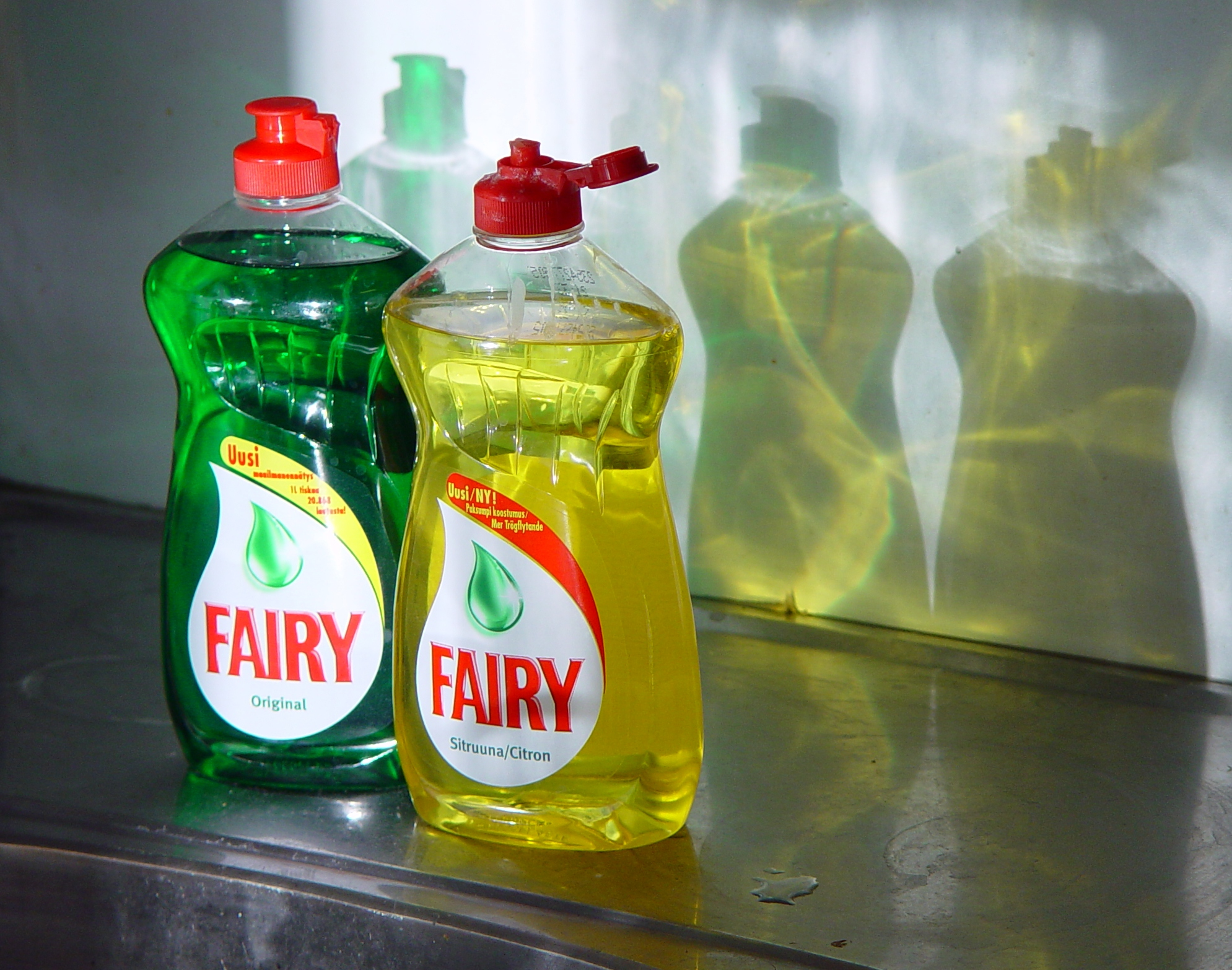
Deux bouteilles de liquide vaisselle Fairy

En février 2010, Fairy a ramené le flacon original de liquide vaisselle (utilisé jusqu'en 2000) pour célébrer les 50 ans de la marque. Nanette Newman, qui apparaissait dans les publicités télévisées des années 1980, est revenue pour une nouvelle campagne afin de promouvoir le lancement.

## Autres produits
Au Royaume-Uni et en Irlande, Fairy est également une marque de longue date de détergent non biologique pour le linge, la variante originale à base de savon étant connue sous le nom de Fairy Snow. Fairy Non-Bio a ajouté le conditionneur de tissus à sa gamme de produits. Comme les détergents pour vaisselle Fairy, sa marque traditionnelle est un bébé qui marche.
Fairy était également une marque de savon dans ces pays, de couleur verte caractéristique, disponible à la fois sous forme de grands blocs rectangulaires de 155 g pour la lessive et d'autres usages ménagers et sous forme de savon de toilette plus petit et arrondi de 125 g. Il utilisait la même marque "walking baby" que la poudre à lessiver et était commercialisé comme un produit pur et doux. Elle a été soudainement abandonnée par les fabricants vers 2009, au grand dam de sa fidèle clientèle. [citation nécessaire]
La marque Fairy s'est étendue au-delà des produits à base de savon et est désormais utilisée pour les produits de lavage automatique de la vaisselle, le dernier en date étant Fairy Active Bursts. Il s'agit de sachets de poudre et de liquide vaisselle spécialement conçus pour les lave-vaisselle domestiques. Parmi les autres variantes, on trouve un spray puissant pour le nettoyage des casseroles et des poêles, ainsi qu'une mousse.

## Marchés internationaux

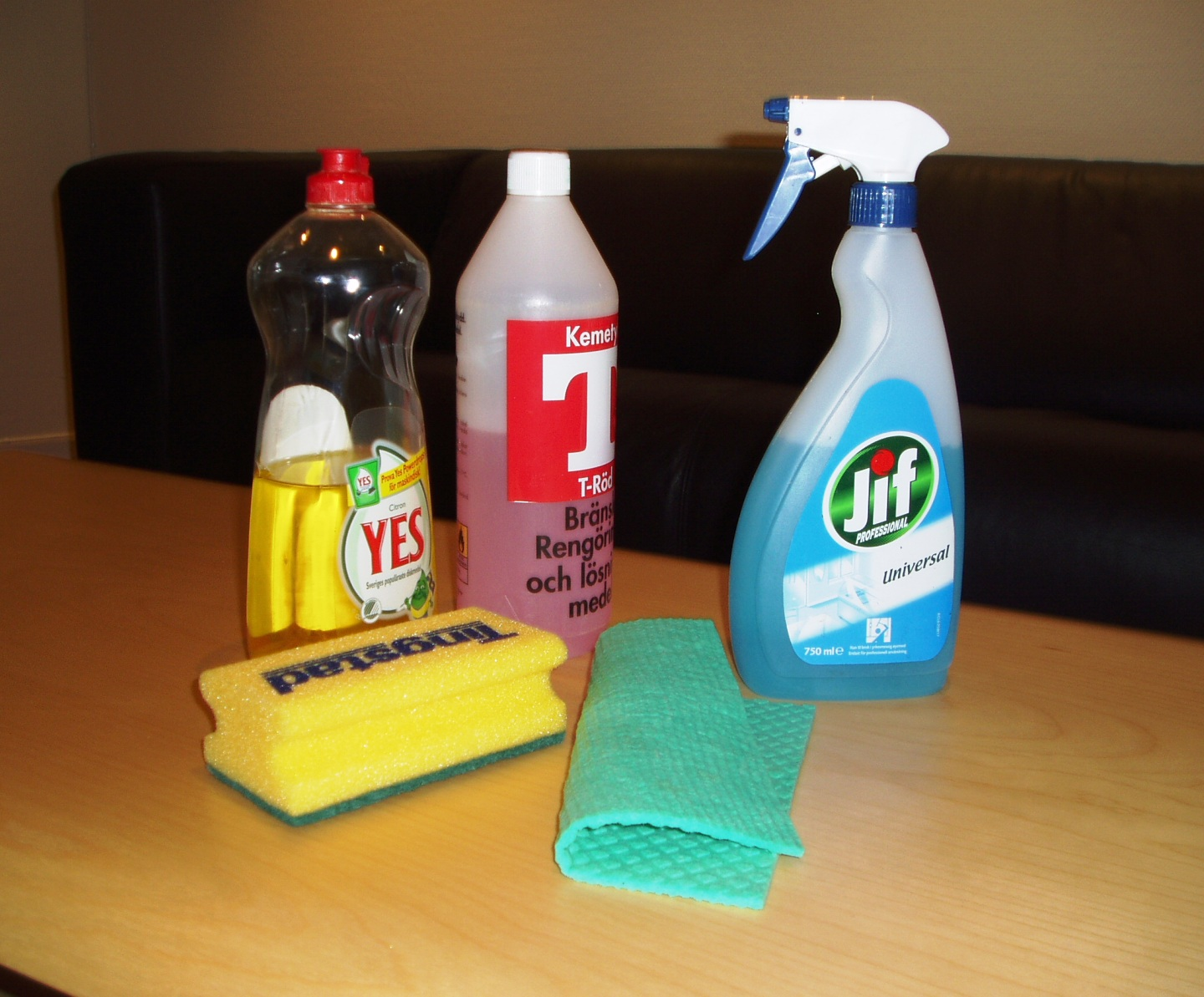
Une bouteille de Fairy Liquid, de la marque Yes en Suède.

- Fairy est sorti sur le marché australien en 2011 et est rapidement devenu populaire[citation nécessaire].
- En Égypte, Fairy est en concurrence avec Pril de Henkel, et occupe la deuxième place derrière Pril en termes de parts de marché. Il est remarquable pour sa campagne publicitaire agressive mettant en scène des actrices de feuilletons télévisés égyptiens soulignant sa force (qui, selon elle, est quatre fois supérieure à celle du Pril).
- Fairy est également vendu en Allemagne : en 2000, il a été brièvement rebaptisé Dawn (la marque utilisée sur le marché nord-américain), mais, après une forte baisse des ventes due à une marque peu familière, le nom Fairy a été relancé en 2002.
- En Suède et en Norvège, les produits de vaisselle haut de gamme de P&G sont commercialisés sous la marque Yes, comme on peut le voir sur l'image ci-contre. Elle a été introduite en 1961 et est de loin le détergent le plus vendu en Suède[citation nécessaire].
- En Belgique et aux Pays-Bas, la même gamme de produits est vendue sous le nom de Dreft. Le même nom fait également référence à une autre marque de détergent également fabriquée par Procter & Gamble.
- En République tchèque, en Slovaquie et en Hongrie, les produits similaires de P&G sont vendus sous le nom de Jar (prononciation /yar/) et sont disponibles depuis les années 1960[8]. Son nom vient de Janeček (alors PDG de la société) et de Ranný (l'inventeur du produit)[9], mais par coïncidence, il signifie printemps en tchèque et en slovaque. Le nom est synonyme de détergent en République tchèque et en Slovaquie.
- En Arabie saoudite, il est vendu depuis les années 1970.
- Les produits Fairy sont vendus en Iran depuis 2005[10].